# شاه‌ماهی‌های نخی
شاه‌ماهی‌های نخی (نام علمی: Opisthonema) نام یک سرده از تیره شگ‌ماهیان است.